# Chiesa di San Martino (Torgnon)
La chiesa di San Martino è la parrocchiale di Torgnon, in Valle d'Aosta. È situata nel villaggio di Mongnod, a fianco del municipio.

## Storia
Le più antiche notizie storiche riguardanti la chiesa risalgono al 1413. L'attuale edificio in stile neogotico, tuttavia, è del 1868. Per la costruzione vennero adoperati materiali locali, trasportati a titolo gratuito dagli abitanti. La costruzione del campanile, invece, risale al 1773.
L'ultimo importante intervento di restauro dell'edificio si è svolto tra il 2002 e il 2003 e ha riguardato il rifacimento delle coperture e la ritinteggiatura delle facciate esterne.

## Descrizione

### Interni
La pianta della chiesa è a tre navate divise da colonne. Gli arredi sono per lo più di stile neogotico, eccezion fatta per l’altare in marmo, precedentemente dotato di pannelli lignei.

### Esterni
La facciata della chiesa è decorata con pitture poste all'interno di finte monofore e tondi. In alto, in una monofora al centro, è raffigurato Gesù Cristo, con a lato due angeli, inseriti in due tondi. Sopra il portale ligneo, a sua volta sormontato da cuspidi, è presente una Vergine col Bambino.
Sul lato destro della chiesa si trova il campanile. Di stile romanico, ha un accesso ad arco ribassato e una cella campanaria elevata su due livelli evidenziati da due ordini di bifore.

## Galleria d'immagini

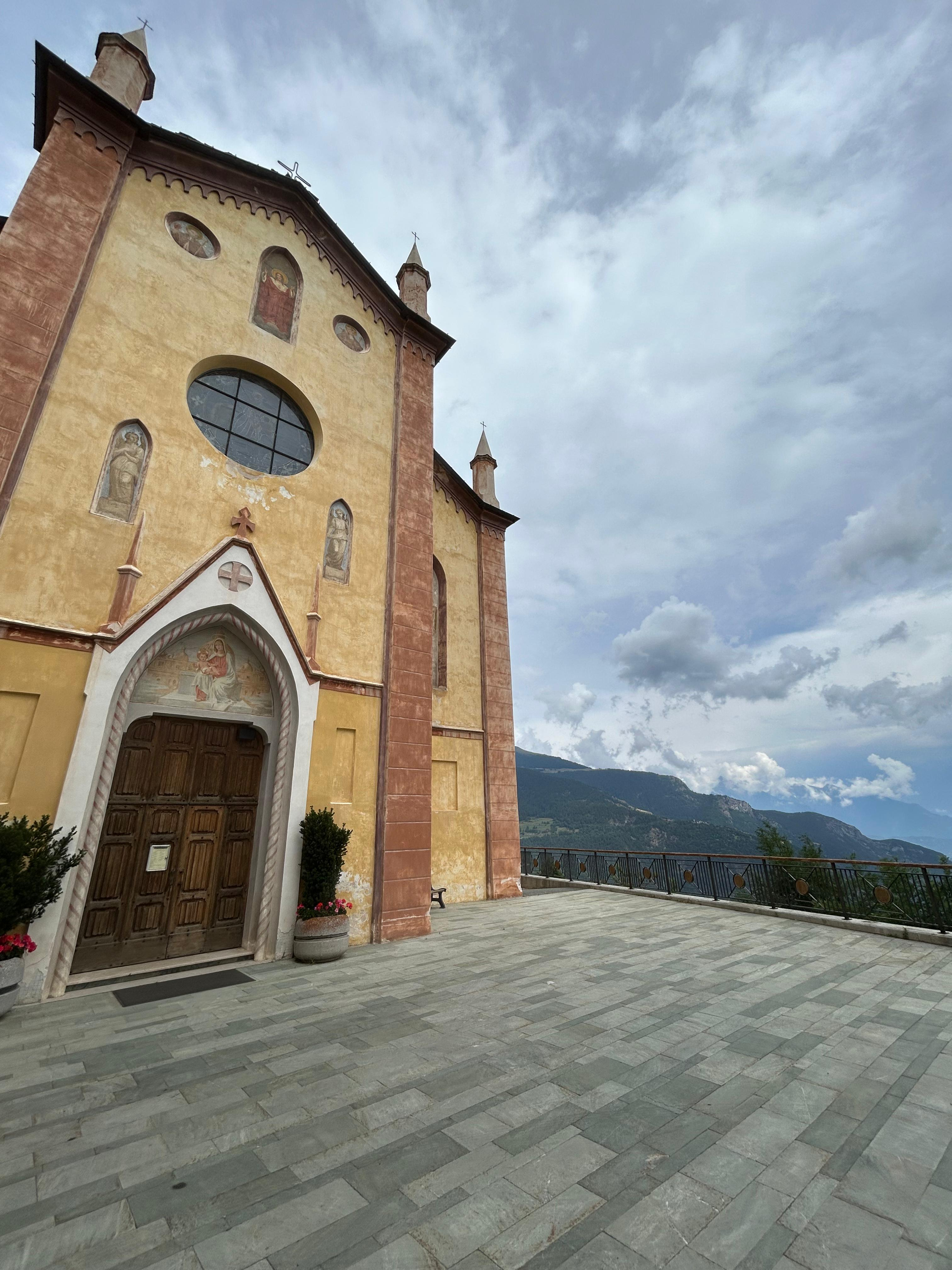
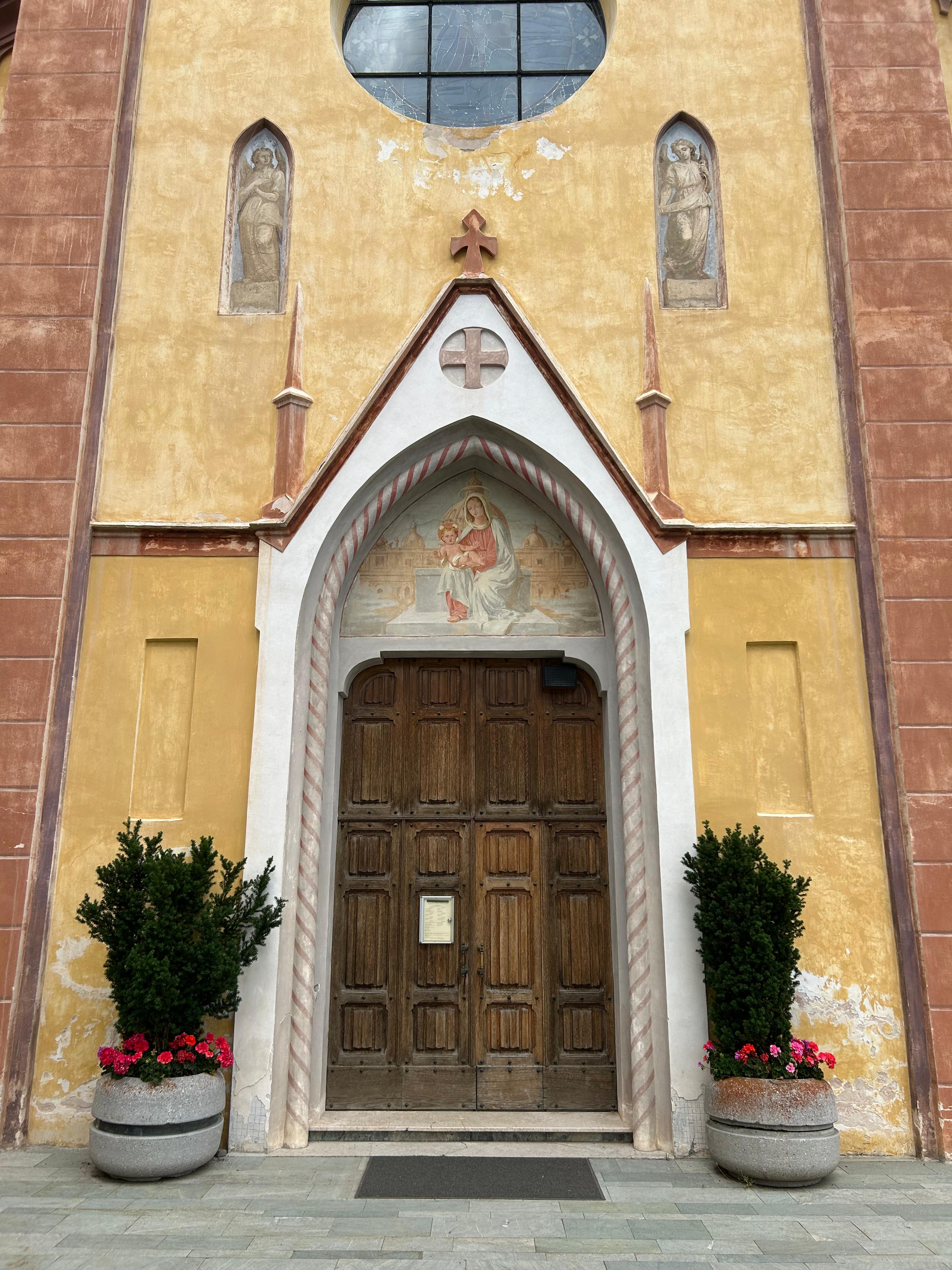
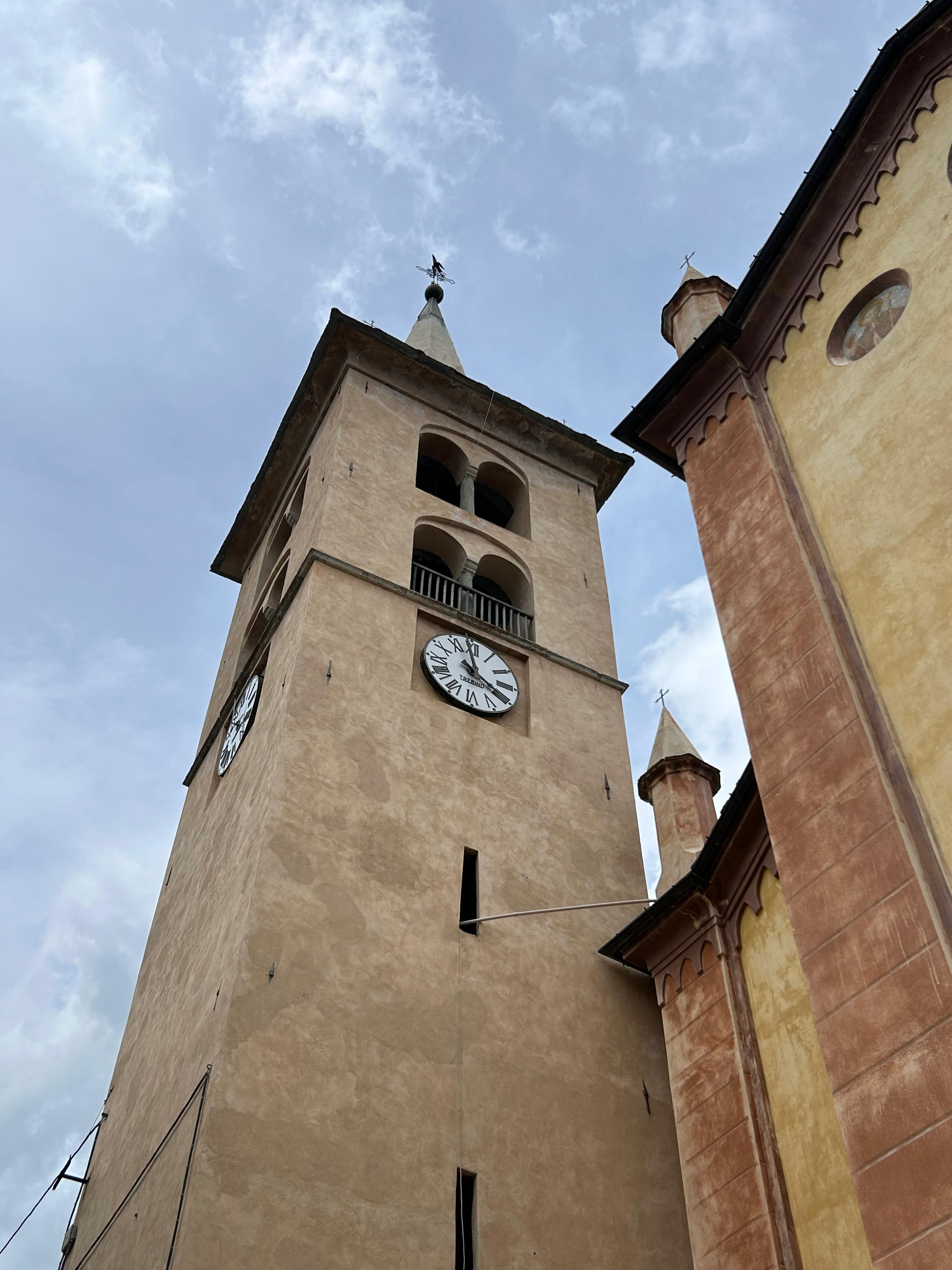